# N. Zahles Seminarium
N. Zahles Seminarium var et lærerseminarium, der blev oprettet af Natalie Zahle i 1851.[kilde mangler] Frem til 2002 var N. Zahles Seminarium en del af N. Zahles Skole, men blev her fraspaltet de øvrige skoler som en selvejende institution. Dette skete for at seminariet kunne blive en del af et CVU, nemlig CVU København & Nordsjælland.[kilde mangler]
I dag er N. Zahles Seminarium ikke længere en selvstændig uddannelsesinstitution, men en del af University College Capital, UCC.[kilde mangler]
Frem til 1995 delte seminariet bygninger med N. Zahles Gymnasieskole på Nørre Vold 5-7, men i 1995 flyttede seminariet rundt om hjørnet og ind i Linnesgade 2. Siden er seminariet sammen med resten af UCC flyttet ind i et campus på Carlsberg-grunden i Valby.[kilde mangler]
I 2018 blev UCC fusioneret med Professionshøjskolen Metropol under navnet Københavns Professionshøjskole.[kilde mangler]
| Skole | Spire Denne artikel om en skole, en uddannelsesinstitution eller uddannelse er en spire som bør udbygges. Du er velkommen til at hjælpe Wikipedia ved at udvide den. |

|  | Denne artikel om en bygning eller et bygningsværk kan blive bedre, hvis der indsættes et (bedre) billede. Du kan hjælpe ved at afsøge Wikimedia Commons for et passende billede eller lægge et op på Wikimedia Commons med en af de tilladte licenser og indsætte det i artiklen. |

55°40′56″N 12°34′08″Ø / 55.68233°N 12.56876°Ø